# Paweł Poncyljusz
Paweł Janusz Poncyljusz (Warsaw; 18 de Maio de 1969 — ) é um político da Polónia. Ele foi eleito para a Sejm em 25 de Setembro de 2005 com 4232 votos em 19 no distrito de Warsaw, candidato pelas listas do partido Prawo i Sprawiedliwość.
Ele também foi membro da Sejm 2001-2005.